# Magyarcigányok

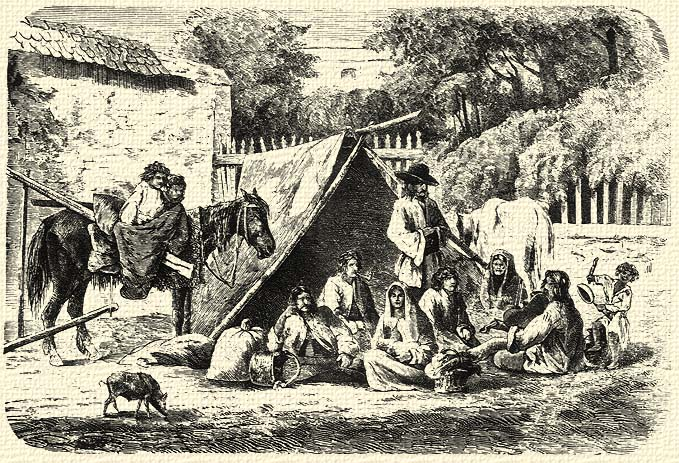
Greguss János: Sátoros czigányok letelepedve (rajz)

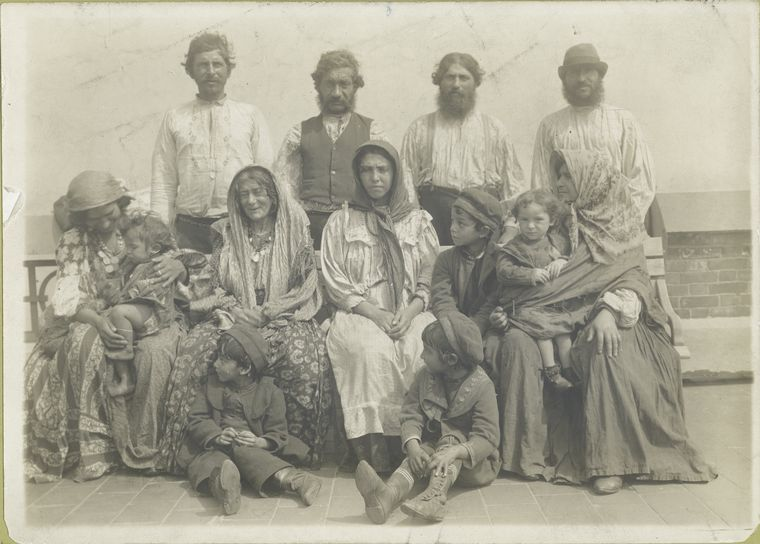
Magyarcigányok (1905)

A magyarcigányok (magyar cigányok formában is) vagy magyar nyelvű romungrók közé tartozik a magyarországi cigányok többsége, mintegy kétharmada. Többségükben a kárpáti cigányoktól származnak. Magyarország szinte minden jelentősebb településén élnek, és a Kárpát-medence több más magyarlakta vidékén (Felvidék, Kárpátalja, Székelyföld) is laknak. Külföldön önmagukat magyarnak vallják, míg szülőföldjükön általában cigányok, akik megkülönböztetik magukat a nem cigányoktól (gádzsók). Ennek ellenére a többi cigány csoporthoz képest szervesebben integrálódtak a magyar társadalomba. A magukat magyarcigánynak nevező csoportnak közismert a lovári nyelvű romungro megnevezése, de ugyanakkor a csoport mint muzsikus cigány is ismert. Ez utóbbi kifejezést hagyományosan nagy előszeretettel alkalmazták magukra nézve azok a romungro csoportok is, melyek gyakorlatilag nem foglalkoztak zenéléssel.

## Történelem
A cigányok közül a kárpáti cigányok (cigány nyelvű romungrók) élnek a legrégebben a Kárpát-medencében, őseik a 15. században érkeztek. A monda szerint első csoportjuk vezetője, László vajda egyenesen Luxemburgi Zsigmond királytól kapott menlevelet. Ebben a menlevélben Zsigmond címei, királyságai is fel voltak sorolva. (Köztük Bohémia, azaz Csehország is; innen kapták a Nyugat-Európa országaiba továbbvándorló cigányok a bohém nevet.)
Mária Terézia és II. József nevéhez fűződnek a Regulatio Cigarorum rendeletei. A 18. század végén megkezdődött a cigányok erőszakos integrálása és asszimilálása.
Mária Terézia 1761. november 13-án rendeletében megtiltotta a cigány nép elnevezésének további használatát és az új elnevezésüket tette kötelezővé: újlakosok, újmagyarok, újparasztok (németül Neubauer). 1767. november 27-én megtiltotta a cigányok egymás közti házasságát. Elrendelte az újparasztok félévenkénti összeírását, megtiltotta és büntette a döghúsevést.
Mária Terézia és II. József igyekezett erőteljes törvényi szabályozással letelepíteni őket – részleges sikerrel. A 18-19. században áttértek a magyar nyelv használatára. A magyar anyanyelvűvé vált romungrókból alakult ki tehát a magyarcigányok hagyományos nagy csoportja.
A második világháború idején, 1944-ben kezdődött meg a zsidókéhoz hasonló tragédia, a "cigány holokauszt" (porajmos, azaz „elnyeletés”), a cigányok elhurcolása a Harmadik Birodalom koncentrációs táboraiba.

## Eredeti nyelvük
Sokáig úgy hitték, hogy a cigány nép és nyelvük Egyiptomból származik. A 18. században egy véletlen felfedezés vezetett a nyelv indiai származásának felismerésére. Vályi István, dunaalmási református lelkész külföldi tanulmányai során meglepetéssel vette észre, hogy az indiai szobatársai nyelve mennyire hasonlít a falujabeli cigányok beszédére. A két nyelvet összehasonlítva jött rá a cigány nyelv indiai eredetére.
Balogh János, iskolát járt muzsikus cigány volt az első, aki cigány nyelvű nyomtatványt jelentetett meg, ezzel a címmel: Legelső czigány imádságok, mind a két magyar hazában lévő czigány nemzet számára (Esztergom, 1850). Ő készítette az első Magyar–cigány szótárt is.
A második Boldizsár József muzsikus volt, aki ugyancsak szótárat írt és lefordította cigányra Petőfi Sándor több költeményét is.
A harmadik a nagyidai Sztojka Ferenc volt, aki két kiadásban is megjelentette nagy szótárát, ebben már műfordítások, színdarabok, költemények, népdalok is voltak cigány nyelven. Ehhez József Károly Lajos főherceg adta a támogatását, aki amikor az akadémia tagjává választották, megírta „Cigány nyelvtanát” (Románo Csibákero Sziklaribe).
A magyarcigányok magyarul beszélnek. A közhiedelemmel ellentétben azonban még ma is vannak közöttük olyanok, akik beszélik őseik cigány nyelvét. Akik a cigány nyelvet nem beszélik, azok is számos cigány szót megőriztek. A romungrók eredeti nyelve az úgynevezett kárpáti cigány dialektus vagy más néven paibánó nyelv volt. A magyar nyelv ebből a dialektusból kölcsönözte cigány jövevényszavait.
A kárpáti cigány nyelvjárásban a Magyarországon ma jóval elterjedtebb lovári nyelvjáráshoz képest az „s”-nek (sh) „cs”, a „zs”-nek (zh) „dzs” felel meg (például shej-csaj és zhal-dzsal), ami a magyarba került alakoknál is megfigyelhető.

### Cigány jövevényszavak a magyar nyelvben
A közel 500 éves együttélés alatt kb 20-40 cigány szó /más forrás szerint a kevésbé ismertekkel együtt néhány száz/ került be a magyar nyelvbe, főként a magyarcigányok nyelvébe és a magyar szlengbe. A magyarban gyakran jelentésváltozás következett be (például séró: „fej” → „haj”). A cigány szavakat mai lovári nyelvjárásban adjuk meg, ezt követi a magyarban használt alak.
- ash chi! = ácsi = megállj!
- bashavel = bazsevál = muzsikál, hegedül
- bul = bula = fenék, segg, pejoratív értelemben nő, rosszéletű nő
- chang = csánk = eredeti jelentése térd
- chorro = csóró = szegény, pejoratív értelemben tolvaj
- dilo = dilló = bolond
- duma = duma = beszéd (dumál, beszél, a cigány nyelvben is szláv jövevényszó)
- gazho = gádzsó = nem cigány férfi
- habiszti/habisztig/abisztig = hamis; általában egy vagy több tulajdonságra értendő és negatív tartalmú, pl.: habiszti ez a csávó (tehát hazudós, nem megbízható), de rossz minőségűt hamisítványt, utánzatot is jelenthet.
- hohamno / xoxamno (az első hang úgynevezett torok hang, mint az orosz xaraso [jó] szó elején) = hóhányó (csaló, hazudós, szélhámos)
- love = lóvé = pénz
- mato = mátó, mata = részeg
- mol = mól, mólés = eredetileg bor, a magyarban a részeg, pityókás
- murdel = megmurdel = meghal
- phurde = purdé! = eredetileg fújd! – jelentése volt, a cigány kovács mondta a gyerekeinek, akik a fújtatót "kezelték", innen a cigány gyerekek elnevezése lett.
- pijel = piál = iszik
- shandel = csandázik = azaz okádik, hány
- shavo = csávó = eredetileg cigány fiú, vagy fia valakinek, a magyarban férfi jelentést kapott
- shej = csaj = eredetileg cigány lány, a magyar nyelvben általában lány
- shero = séró = eredeti jelentése fej, a magyarban haj
- ushtyél = uzsgyi = eredetileg feláll, a magyarban gyerünk!
- wakerel = vakerel = u.a. mint a duma (az eredeti szókincsből jövő egyik szó, a wakerel igének 3 alakja ismert pl.: wakerkerel szó szerint beszédet csinál/tesz)
- zhal = zsal, dzsal = megy
- zhuvalo = dzsuvás = eredeti jelentése tetves, a magyarban koszos

## Mesterségeik

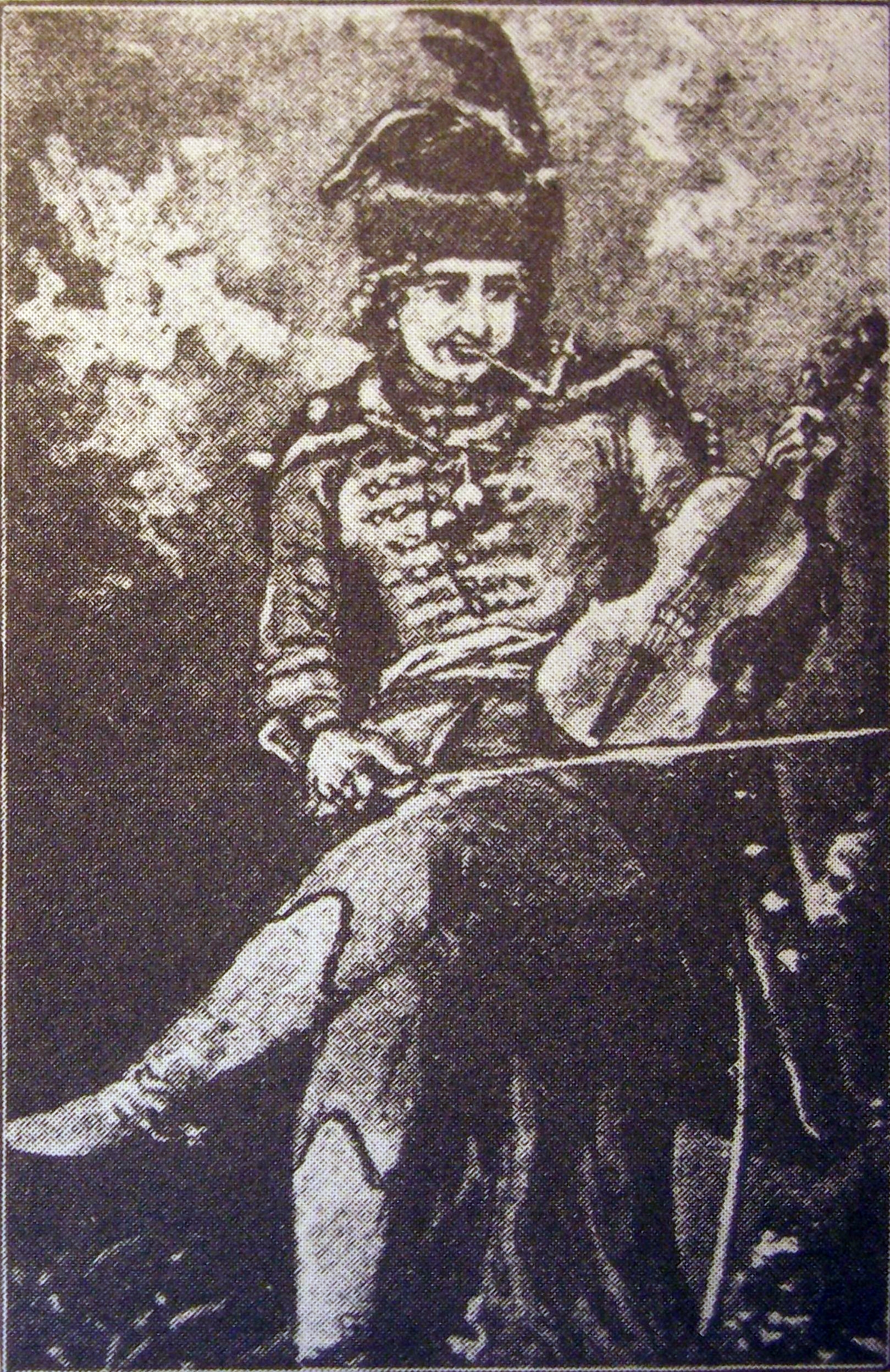
Cinka Panna legendás magyar cigányzenész, virtuóz hegedűs

A cigányok eredetileg vándorkörökben járták be az országot, különböző kézműves munkákat adott területen elvégezve, a területet felosztották egymás között, vándorjeleket hagyva egymásnak. Például Kotor pislo po drom, káthé sáj bésén rom = Anyatej fejve rongydarabra. Békével el lehet itt minden cigány. Kisebb családokban jártak, kb 20-30 ember tartozott egy-egy karavánba és általában befogadták a kitaszított embereket maguk közé. Alapvetően fémművességgel, szórakoztatással, jóslással, pénzért meséléssel, de akár kémkedéssel is foglalkoztak. Erre utalnak a nevek is: Rézműves, Orsós, Kolompár, Kalányos stb.
Már a régi romungrók között is sok zenész volt, akik például a Rákóczi-szabadságharc idején is jó szolgálatot tettek. E hagyomány alapján a 19. századtól a magyarcigányok leghíresebb mestersége a zenélés lett (muzsikus cigányok). Egy másik jellemző foglalkozásukká vált a régiség-, ékszer-, használtcikk- (például régiségüzletek) és a színesfém-kereskedelem. Régen sokan szegkovácsok, vályogvetők voltak, egyesek ma is a körhintás mesterséget űzik. A kalányos cigányok főként a famunkák szakértői voltak. A paraszti háztartásokban szükséges faeszközöket, szerszámokat készítették (kanál, orsó, teknő, vályú, seprű, a juhászatokban a tejfeldolgozáshoz szükséges eszközök, stb.) és ezeket árusították a lakóhelyüktől 20-25 kilométeres körzetben levő falvakban.

## Híres művészek
Ide soroljuk azokat a Magyarországon született vagy működött, működő művészeket, akik magukat magyarcigányoknak vallják, cigányságuk és magyarságuk felvállalásával. Szakterületükön jelentős eredményeikkel, műveikkel gazdagították, gazdagítják a cigányság és az anyaország kultúráját egyaránt.

### Írók, költők
- Balogh Attila
- Bari Károly
- Csemer Géza drámaíró, dramaturg
- Csík Ferenc író, költő
- Holdosi József
- Horváth Gyula
- Karsay Ervin
- Kovács József
- Lakatos Menyhért
- Annamanna Orsós
- Osztojkán Béla
- Rigó József
- Rostás Farkas György költő
- Ruva Farkas Pál költő,író,műfordító
- Szécsi Magda
- Szepesi József

### Festők, képzőművészek
- Péli Tamás
- Balázs János (1905–1977)
- Kunhegyesi Ferenc
- Jovánovics László
- Annamanna Orsós
- Patai Zsuzsanna
- Péli Tamás (1948–1994)
- Radics Szilveszter (1952–2004)
- Szentandrássy István

### Zenészek

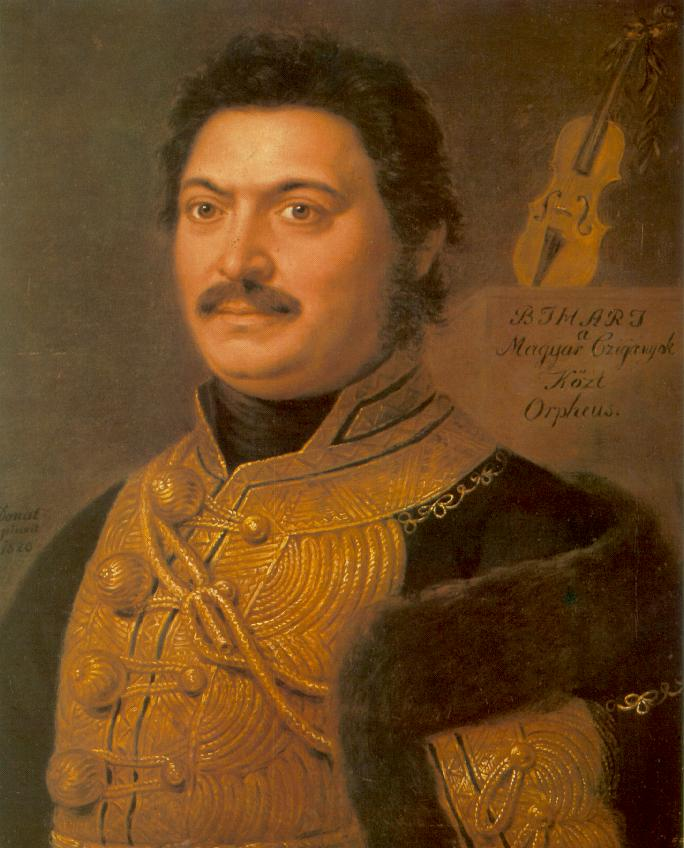
Bihari János

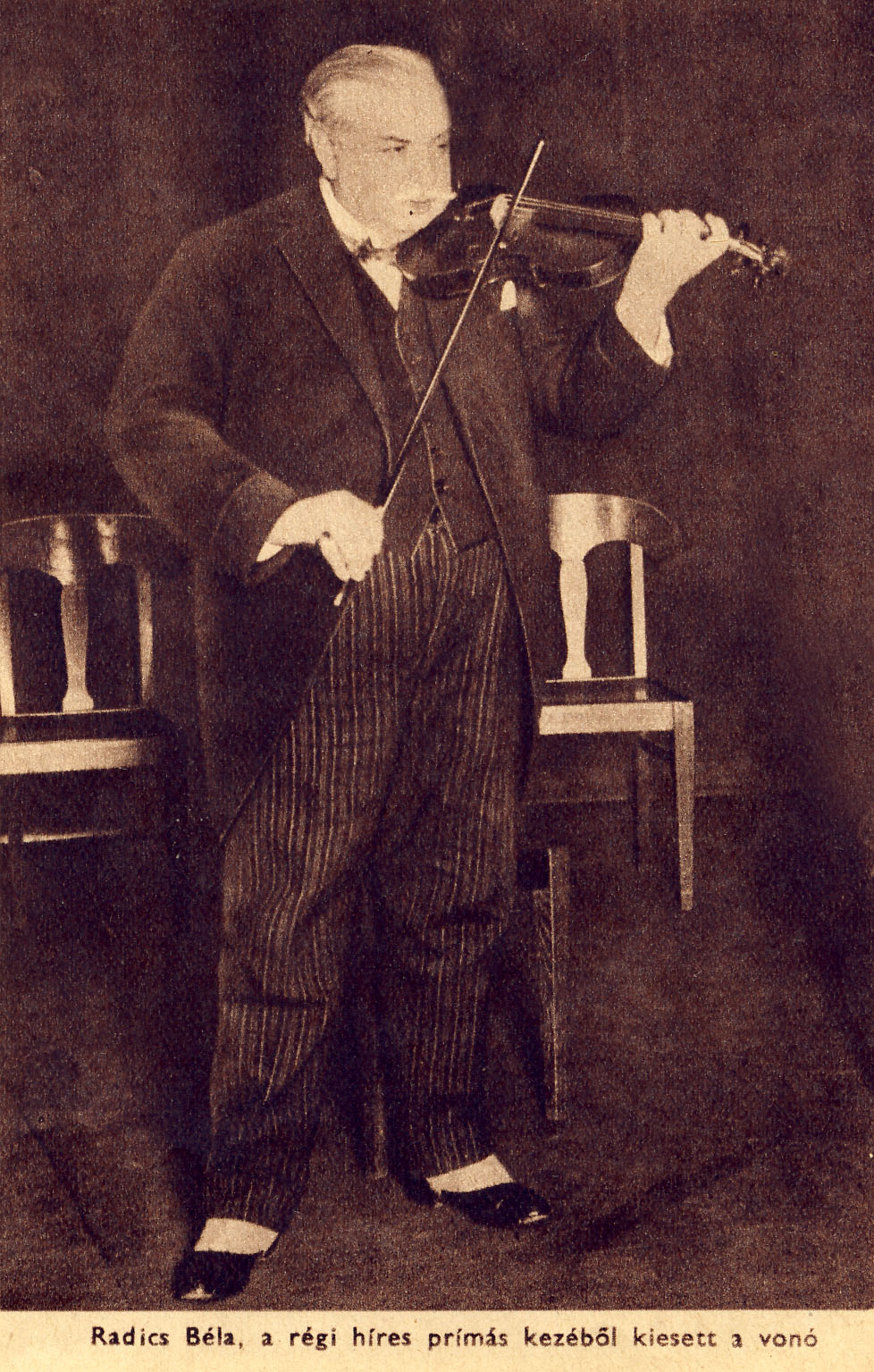
Radics Béla cigányprímás a Magyar Rádióban. 1929.

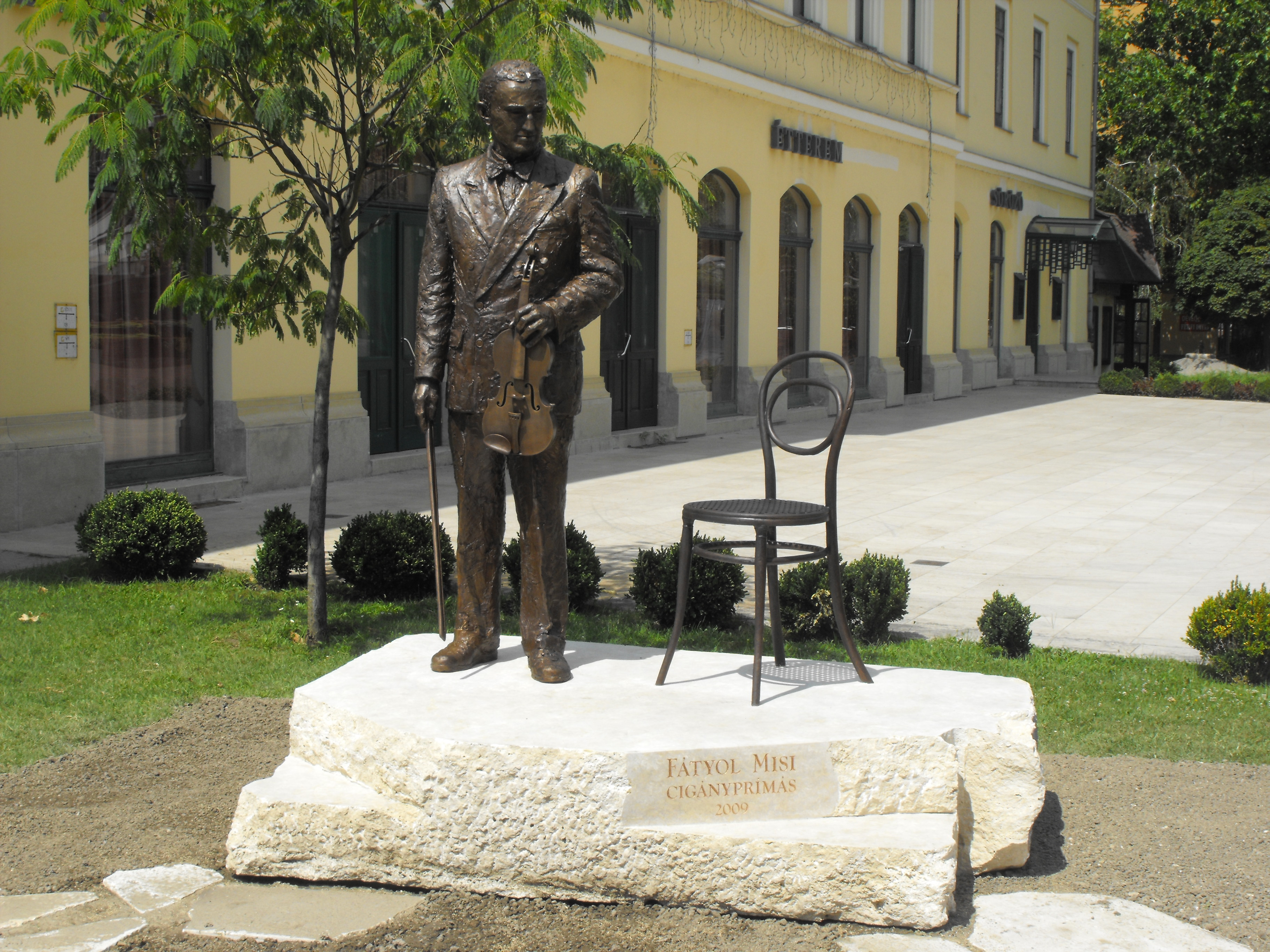
Fátyol Misi cigányprímás szobra a makói Korona szálló mellett

- Babári József (1893–?) hegedűművész
- Babos Gyula (1949–2018) jazzgitáros
- Bacsik Elek (1926–1993) jazzgitáros, jazzhegedűs, multiinstrumentalista
- Balázs János (1988) zongorista
- Balogh János (1802–1876)
- Banyák Kálmán (1927–1993) hegedűművész
- Barna Mihály  cigány hegedűs, II. Rákóczi Ferenc udvari muzsikusa (17.sz–1730-as évek)
- Bihari János (1764–1827)
- Bobe Gáspár Ernő (1924–1993) prímás
- Boross Lajos (1925–2014) Kossuth-díjas zenekarvezető prímás
- Cinka Panna (1711–1772)
- Cziffra György (zongoraművész) (1921–1994) világhírű zongoraművész
- Csányi „Matyi” Mátyás (eredeti nevén Csányi Ernő, 1929–1980) jazzhegedűs és gitáros
- Csík Gusztáv jazzmuzsikus
- Dankó Pista (1858–1903) a magyar zeneművészet világhírű prímása, dalköltő
- Darázs Miska (1842–1892) a Dunántúl híres prímása
- Déki Lakatos Sándor idősb (1945–)
- Déki Lakatos Sándor ifjabb (1966–)
- Erdélyi Náci (1845–1893) prímás, szegedi cigánykirály, aki 1886-tól zenélt Amerikában hírességeknek
- Farkas Gyula (1921–1990) hegedűművész, pedagógus, prímás, a Rajkó zenekar alapítója
- Fátyol Károly (1830–1888) gordonkaművész, Nagykároly szülötte, és halottja
- Farkas Jenő (1899–1949) I. Ferenc József utolsó primása
- Hamza Miska (1845–1916) nagyváradi első zenekarvezető, prímás
- Horváth „Patkány, Kispatkány” Dezső (1931–2005) jazzgitáros
- Horváth Elemér (1920–1978) hegedűművész
- Horváth „Kati, Kathy” Lajos (1924–1980) jazzgitáros, hegedűművész
- Horváth „Patkány” Sándor (1923–1977) jazzgitáros
- Járóka Sándor, id. (1922–1984)
- Ifj. Járóka Sándor (1954–2007)
- Jávori Vilmos jazzdobos, zenepedagógus
- Kállai Kiss Ernő (1939-) Kossuth-díjas és Liszt-díjas klarinétművész
- ifj. Kállai Kiss Ernő (?) zenekarvezető prímás
- Kokas Pál prímás, festő
- Kondor Ernő (1881–1951) dalszerző, a magyar kabaré alapítója (1907. március 2 – Bonboniérre)
- Kovács Gábor (1841–1882) prímás, József kir. herceg udvari zenésze
- Kosta Lukács (1943–1993) jazzgitáros
- Lakatos Erika (1964-) dzsesszénekes
- Lakatos Sándor (1924–1994) prímás, zenekarvezető
- Lendvai Csócsi Jenő (1946–2012) prímás, hegedűművész
- Lendvai Csócsi József (1944-) hegedűművész, a 100 Tagú Cigányzenekar főprímása
- Roby Lakatos, hegedűművész
- Lugosi Tibor (1950–) klarinét és tárogató előadóművész
- Tony Lakatos, jazzszaxofonos
- Lukács Tibor (1956–) prímás
- Magyari Imre id. (1894–1940) korának egyik leghíresebb prímása volt
- Magyari Imre ifjabb (1924–1980) hegedűművész, zeneszerző
- Mocsár Gyula (1905–1991) cimbalmos, hegedűművész
- Oláh Kálmán (1910–1990) prímás
- Pege Aladár (1939–2006) világhírű jazzbőgős, klasszikus bőgős
- Pongrácz Lajos (1844–1915) prímás, kolozsvári első zenekarvezető, Rudolf trónörökös házizenésze
- Puka Károly (1963-) hegedűművész, zenekarvezető, prímás
- Radics Béla Jenő (1917–1982) prímás
- Radics Béla (cigányprímás) (1867–1930) prímás, nótaszerző, korának ismert zenekarvezetője volt
- Radics Gábor (1906–1971) jazzhegedűs
- Radics Vilmos (1841–1895) prímás, miskolci, majd fővárosi első zenekarvezető
- Raduly Mihály jazz-zenész, szaxofonos
- Rácz Laci (1867–1943) „A prímáskirály”, aki amerikai körútjain vált igazán híressé
- Rácz Aladár (1886–1958) világhírű, Kossuth-díjas cimbalomművész, Igor Stravinsky és Ernest Ansermet barátja
- Rigó Jancsi (1858–1927) prímás, aki a Chimay hercegnővel történt házassága kapcsán lett világhírű
- Sárközi Ferenc , „Kossuth cigány hadnagya”
- Szirmai Kálmán (1934–2008) jazz gitáros, a szocializmus alatt Luxembourg-ba emigrált
- Salasovics Dezső
- Suha Balogh József (1913–1974) hegedűművész, zeneszerző, cigányprímás
- Szakcsi Lakatos Béla (1943–2022) Kossuth-díjas jazz-zongorista
- Szalai Antal (1947-) Liszt-díjas hegedűművész, zenekarvezető, prímás

### Zenekarok
- Járóka Sándor és népi zenekara
- 100 Tagú Cigányzenekar
- Rajkó zenekar
- Farkas Jenő és cigányzenekara. A harmincas-negyvenes évek híres zenekara. Egész Európát bejárta. A holland rádió aranyérmével tüntette ki. A királyi esküvőt is a zenekar muzsikálta. Az első világháború alatt katonazenekart vezényelt.
- Budapest Bár
- Ektomorf
- Ando Drom

### Színművészek, színházi és filmes emberek
- Csányi Sándor színművész, a Thália Színház művésze[6]
- Csányi Dávid színművész
- Csiki Júlia (1923–1991) operaházi balerina, táncpedagógus
- Farkas Dénes színművész
- Farkas Franciska színésznő
- Hegyi Aranka (1855–1906) színművész, Blaha, állandó partnernője ismert és kedvelt primadonna
- Hollai Kálmán színművész
- Jónás Judit színművész
- Szegedi Dezső színművész, a Miskolci Nemzeti Színház tagja
- Nyári Oszkár, a kaposvári Csiky Gergely Színház tagja
- Danis Lídia, a tatabányai Jászai Mari Színház tagja
- Vadász Gábor színművész

### Magyarnóta-énekesek
- Kovács Apollónia
- Bangó Margit
- Horváth Pista

## Cigány tematikájú összefoglaló szócikkek
- Cigánybűnözés
- Cigány népcsoportok
- Cigány nyelv
- Cigány név
- Cigányok
- Cigány nemzeti jelképek
- Cigány ünnepek